# Campeonato Mundial de Atletismo em Pista Coberta de 2024 - 3000 m feminino
A prova dos 3000 metros feminino do Campeonato Mundial de Atletismo em Pista Coberta de 2024 ocorreu no dia 2 de março na Arena Commonwealth, em Glasgow, no Reino Unido.

## Recordes
Antes desta competição, os recordes mundiais e do campeonato nesta prova eram os seguintes:
|                       | Nome           | Nacionalidade | Tempo     | Local     | Data                   |
| --------------------- | -------------- | ------------- | --------- | --------- | ---------------------- |
| Recorde mundial       | Genzebe Dibaba | Etiópia       | 8m 16s 60 | Estocolmo | 6 de fevereiro de 2014 |
| Recorde do campeonato | Elly van Hulst | Países Baixos | 8m 33s 82 | Budapeste | 4 de março de 1989     |

Os seguintes recordes foram estabelecidos durante esta competição:
| Data       | Evento | Atleta                  | Nacionalidade  | Tempo     | Notas                 |
| ---------- | ------ | ----------------------- | -------------- | --------- | --------------------- |
| 2 de março | Final  | Elle Purrier St. Pierre | Estados Unidos | 8m 20s 87 | Recorde do campeonato |

## Medalhistas
| Ouro                          | Prata              | Bronze                   |
| Elle Purrier St. Pierre (USA) | Gudaf Tsegay (ETH) | Beatrice Chepkoech (KEN) |

## Cronograma
Todos os horários são locais (UTC+0).
| Data       | Hora  | Evento |
| ---------- | ----- | ------ |
| 2 de março | 20:17 | Final  |

## Resultado final
A final ocorreu dia 2 de março às 20:17.
| Posição           | Atleta                  | Nacionalidade  | Tempo   | Notas                |
| ----------------- | ----------------------- | -------------- | ------- | -------------------- |
| Medalha de ouro   | Elle Purrier St. Pierre | Estados Unidos | 8:20.87 | ,                    |
| Medalha de prata  | Gudaf Tsegay            | Etiópia        | 8:21.13 |                      |
| Medalha de bronze | Beatrice Chepkoech      | Quênia         | 8:22.68 | Recorde nacional     |
| 4                 | Jessica Hull            | Austrália      | 8:24.39 | Recorde da Oceania   |
| 5                 | Laura Muir              | Grã-Bretanha   | 8:29.76 | Recorde da temporada |
| 6                 | Lemlem Hailu            | Etiópia        | 8:30.36 | Recorde da temporada |
| 7                 | Hirut Meshesha          | Etiópia        | 8:34.61 |                      |
| 8                 | Nozomi Tanaka           | Japão          | 8:36.03 | Recorde asiático     |
| 9                 | Teresia Muthoni Gateri  | Quênia         | 8:38.96 | Recorde da temporada |
| 10                | Marta García            | Espanha        | 8:40.34 |                      |
| 11                | Josette Andrews         | Estados Unidos | 8:41.93 | Recorde da temporada |
| 12                | Hannah Nuttall          | Grã-Bretanha   | 8:48.24 |                      |
| 13                | Ludovica Cavalli        | Itália         | 8:48.46 |                      |
| 14                | Águeda Marqués          | Espanha        | 8:48.57 |                      |
| 15                | Roisin Flanagan         | Irlanda        | 8:53.02 | Recorde pessoal      |
| 16                | Emeline Imanizabayo     | Ruanda         | 9:28.58 | Recorde pessoal      |

Legenda
| Recorde mundial       | Recorde mundial (World record)               |                       | Recorde africano                      | Recorde africano (African) |                                           | Q | Classificado por posição (Qualified) |
| Recorde do campeonato | Recorde do campeonato (Championship record)  | Recorde da América    | Recorde da América (Americas)         | q                          | Classificado por melhor tempo (Qualified) |   |                                      |
| Melhor marca do ano   | Melhor marca do ano (World leading)          | Recorde asiático      | Recorde asiático (Asian)              | DNS                        | Não largou (Did not start)                |   |                                      |
| Recorde nacional      | Recorde nacional (National record)           | Recorde europeu       | Recorde europeu (European)            | DNF                        | Não terminou (Did not finish)             |   |                                      |
| Recorde pessoal       | Recorde pessoal do atleta (Personal best)    | Recorde da Oceania    | Recorde da Oceania (Oceania)          | DSQ / DQ                   | Desclassificado (Disqualified)            |   |                                      |
| Recorde da temporada  | Recorde da temporada do atleta (Season best) | Recorde sul-americano | Recorde sul-americano (South America) | NM                         | Sem marca (No mark)                       |   |                                      |